# Grammadera janeirensis
Grammadera janeirensis is een rechtvleugelig insect uit de familie sabelsprinkhanen (Tettigoniidae). De wetenschappelijke naam van deze soort is voor het eerst geldig gepubliceerd in 1915 door Bruner. Zoals de naam aangeeft, komt deze soort voor in de Braziliaanse deelstaat Rio de Janeiro.  